# DJ Uni
DJ Uni, es un DJ de Sevilla. 

## Biografía
Sus inicios como dj se remontan al año 1997, formando su primer grupo "Fondo Kritico" en el año 2001. Al año siguiente, tras la escisión de éste, surge Jondo (Juan Medina, Pino y DJ Uni), con el que saca una maqueta en 2002, llamada “No Tenei Ni Puta”, con la que conseguirían llegar a compartir cartel con Falsalarma, SFDK, Juaninacka, Geronación…
Tras su segunda maqueta, “Tú Me La Shupas”, después de cosechar gran éxito por la red y rodar por los escenarios de las principales ciudades españolas, fueron fichados por Universal Music, editando un maxi en 2004, “Yo Pinto Rá”. Los problemas con la multinacional les obliga a cerrar contrato con ellos.
Este año, DJ Uni saca su primera y única mixtape, “Rap De Urbanización Vol.1”, con su propio sello discográfico "BloodShot Records".
En 2005 edita el único LP del grupo, “Thonson Problemas”. 
En ese mismo año DJ Uni empieza a acompañar en los directos a Tote King, con el que giraría por toda la geografía española, Chile y parte de Europa. Luego empezaría en 2008 a acompañar a Shotta en los conciertos.

## Discografía

### ConJondo
- "No Tenei Ni Puta (2002)"
- "Tú Me La Shupas (2003)"
- "Yo Pinto Rá (Universal Music, 2004)"
- "Thonson Problemas (Bloodshot Records, 2005)"

### En solitario
- "Rap De Urbanización Vol.1" (Bloodshot, 2004)

## Colaboraciones
- Dekoh "Así Funciona Esta Máquina"(2004)
- DJ Makei "Los Hijos De La Tercera Ola" (2004)
- Niko " Versos De Winstrol"(2005)
- Virush "1987 Street Album"(2006)
- Dekoh "Mi Teoría" (2006)
- Tote King "Un Tipo Cualquiera"(2006)
- Dekoh "Más Que Palabras"(2006)
- Quilate "Alma Libre" (2008)

- Datos: Q5406273